# Nozimajon Kayumova
Nozimajon Kayumova (17 de agosto de 1992) es una deportista uzbeka que compite en atletismo adaptado. Ganó dos medallas en los Juegos Paralímpicos de Verano, oro en Río de Janeiro 2016 y oro en Tokio 2020.

## Palmarés internacional
| Juegos Paralímpicos | Juegos Paralímpicos     | Juegos Paralímpicos | Juegos Paralímpicos |
| Año                 | Lugar                   | Medalla             | Prueba              |
| ------------------- | ----------------------- | ------------------- | ------------------- |
| 2016                | Río de Janeiro (Brasil) | Medalla de oro      | Jabalina F13        |
| 2020                | Tokio (Japón)           | Medalla de oro      | Jabalina F13        |